# Xenopsylla silvai
Xenopsylla silvai är en loppart som beskrevs av Ribeiro 1975. Xenopsylla silvai ingår i släktet Xenopsylla och familjen husloppor. Inga underarter finns listade i Catalogue of Life.